# Gornja Težka Voda
Gornja Težka Voda je naselje u slovenskoj Općini Novom Mestu. Gornja Težka Voda se nalazi u pokrajini Dolenjskoj i statističkoj regiji Jugoistočnoj Sloveniji. 

## Stanovništvo
Prema popisu stanovništva iz 2002. godine naselje je imalo 91 stanovnika.